# 邑久村
邑久村（おくそん）は岡山県の東部、邑久郡に属していた町。現在の瀬戸内市中心部、赤穂線邑久駅の東側一帯にあたる。

## 地理
- 山 ： 高砂山
- 河川 ： 千町川

## 歴史
- 1889年（明治22年）6月1日 - 町村制の施行により、尾張村、山田庄村、山手村、豊安村が合併して発足。
- 1952年（昭和27年）4月1日 - 福田村・今城村・豊原村・本庄村・笠加村と合併して邑久町が発足。同日邑久村廃止。

## 交通

### 鉄道路線
- 日本国有鉄道
  - 赤穂線
    - 邑久駅